# 兵庫県立長田商業高等学校
兵庫県立長田商業高等学校（ひょうごけんりつ ながたしょうぎょうこうとうがっこう）は、兵庫県神戸市長田区池田谷町二丁目にある定時制の県立商業高等学校。
兵庫県立長田高等学校に併設されている。同じく併設されている通信制の兵庫県立青雲高等学校の受講や選択授業の追加受講により3年で卒業することも可能である。また、社会人向けに情報・経理専修コース（2年制）も開講している。
略称は「長商」。長野県の長野県長野商業高等学校（ちょうしょう）と同じ略称であるがこちらの読み方は（ながしょう）である。

## 沿革
- 1928年 4月 - 兵庫県立第一神戸商業学校 （県商、現 兵庫県立神戸商業高等学校） 校内に兵庫県立第二神戸商業学校 （夜間校） として創立。
- 1932年 4月 - 私立報徳商業学校に併設 （県商の垂水移転に伴い）。
- 1933年 4月 - 兵庫県立第一神戸中学校 （神戸一中、現 兵庫県立神戸高等学校） 校内に移転。
- 1934年 6月 - 兵庫県立第三神戸中学校 （神戸三中、現 兵庫県立長田高等学校） 校内に移転、同居開始。
- 1941年 1月 - 神戸三中構内に独自校舎が完成。
- 1944年 3月 - 戦時措置により生徒募集停止。
- 1945年 3月 - 神戸大空襲で校舎焼失。
- 1946年 4月 - 生徒募集再開。
- 1948年 3月 - 学制改革により兵庫県立凌霄商業高等学校となる。
- 1953年 2月 - 兵庫県立長田商業高等学校と改称。

## 交通アクセス
- 高速長田駅（阪神神戸高速線）から徒歩15分
- 長田駅 (神戸市営地下鉄)から徒歩15分
- 神戸市バス3系統・4系統・44系統長田神社前バス停で下車徒歩5分。
- 板宿駅およびJR神戸駅から神戸市バス11系統、鷹取駅から110系統長田小学校前バス停で下車徒歩5分。
- その他神鉄長田駅 (神戸電鉄)および山陽電鉄西代駅からも徒歩20分ほどでアクセス可能。

## 学科
商業科
- 本科
- 専修

## 全商検定
- この学校は、全商の会員校である。簿記・情報処理・ワープロ・商業経済・スピード入力検定のみ一般受入れを行っている。機器持込は、殆どの場合不可である。